# 엔베르 하지하사노비치
엔베르 하지하사노비치(보스니아어: Enver Hadžihasanović, 1950년 7월 7일~2024년 12월 16일)는 보스니아 헤르체고비나의 군인으로 보스니아 전쟁(1992~1995) 당시 3군단장을 맡았다. 보스니아 전쟁 당시 보스니아 육군의 전쟁 포로 학대 행위를 방조한 혐의로 2008년 구유고슬라비아 국제형사재판소에 전쟁 범죄 혐의 유죄를 받았다.